# Il culto del cobra
Il culto del cobra (Cult of the Cobra) è un film indipendente statunitense in bianco e nero di genere horror del 1955, prodotto da Howard Pine e diretto da Francis D. Lyon, con Faith Domergue, Richard Long, Kathleen Hughes, Marshall Thompson, Jack Kelly, William Reynolds e David Janssen.

## Trama
Poco prima del ritorno in patria alla fine della seconda guerra mondiale, sei ufficiali dell'aviazione statunitense esplorano un bazar asiatico. Un incantatore di serpenti, Daru, permette loro di scattare delle foto a lui e ad un cobra. Paul Abel cita lo strano culto dei Lamiani, che adorano i serpenti e credono che ci siano persone che possono trasformarsi in essi. Daru dice tranquillamente che, ad un determinato prezzo, Paolo può vederlo da se stesso.
Daru porta gli uomini al tempio segreto di Lamian, avvertendoli del pericolo che stanno per correre e che se venissero scoperti, significherebbe la loro morte. I sei assistono ad una danza cerimoniale che simboleggia il salvataggio del popolo Lamiano da parte della loro Dea Cobra. Mentre la ballerina scivola in un cesto intrecciato, l'ubriaco Nick Hommel ignora gli avvertimenti di Daru e scatta una fotografia. Il tempio diventa una bolgia quando i Lamiani reagiscono all'oltraggio, e il loro sommo sacerdote pronuncia una maledizione di morte contro gli intrusi.
Nick combatte contro due lamiani e afferra il cesto intrecciato, che ora contiene un cobra, prima di fuggire. Daru è ucciso dai suoi compagni Lamiani, mentre gli altri militari hanno incendiato il tempio per coprire la loro fuga. Accelerano con la loro jeep ma si fermano quando vedono Nick sdraiato sulla strada con una donna in piedi su di lui. Tom Markel insegue la donna, ma questa svanisce. Ritorna verso Nick, che ha un morso di serpente. Mentre Tom lo assiste, Paul guarda con preoccupazione al cesto vuoto che giace sulla strada.
Ricoverato in ospedale, Nick si scusa per la sua condotta e assicura ai suoi amici che sarà in grado di partire il giorno dopo. Mentre sprofonda nel sonno, qualcosa appare dal buio e scivola nella sua stanza attraverso una finestra aperta. Mentre si alza sopra di lui, Nick apre gli occhi e urla. Devastati dalla morte di Nick, i suoi amici devono fare i loro piani per tornare a casa. Paul dice ad alta voce che la maledizione del sommo sacerdote possa essere stata più che delle semplici parole. Gli altri sono stufi e spostano la conversazione sui loro programmi per la vita civile.
Dopo il loro ritorno a New York, mentre di notte è solo nel suo appartamento, Tom è sorpreso da un urlo proveniente dalla casa vicina. Egli attraversa la strada e trova una bella donna terrorizzata di nome Lisa Moya, che parla di un intruso. Tom la calma e fa amicizia, persuadendola a trascorrere una giornata con lui. Quando i due ritornato a casa quella sera, Tom invita Lisa nel suo appartamento. Lì ella mostra un intenso interesse per una fotografia dei sei amici, scattata durante la loro permanenza nell'United States Air Force in Asia.
Più tardi quella notte, Rico Nardi, uno dei sei amici, chiude la sua pista da bowling e si dirige verso casa. Improvvisamente, nello specchietto retrovisore della sua auto, scopre qualcosa sul sedile posteriore, qualcosa che lo colpisce. L'auto oscilla, si schianta e si ribalta e Rico muore. Quando si inizia a radumare una folla, Lisa senza fiato scivola via nelle ombre, una delle quali ha la forma di un cobra. Due sono ormai morti e quattro rimangono...

## Produzione
Mari Blanchard era stata scelta inizialmente per il ruolo di Lisa Moya, ma dopo qualche giorno venne sostituita da Faith Domergue.